# 林書豪
林書豪（1988年8月23日—）是生於美國加州托倫斯的男子籃球運動員，場上位置為控球後衛，現效力於台灣職業籃球大聯盟（TPBL）新北國王。
林書豪在舊金山灣區長大，高中時獲得北加州年度最佳球員殊榮。在沒有任何大學提供體育獎學金的情況下選擇就讀哈佛大學，於大學四年間三次入選常春藤盟校年度隊伍。林書豪一開始進入國家籃球協會（NBA）並不順利，在NBA選秀會上落選，2010年與家鄉球隊金州勇士簽約，但菜鳥年只有零星上場機會，三次被下放至發展聯盟。2011-12賽季開打前遭金州勇士和休士頓火箭釋出，之後加入紐約尼克。於紐約尼克初期未有上場機會而待在發展聯盟，直到2012年2月林書豪意外帶領紐約尼克創下七連勝、成為球隊先發陣容，期間的表現不僅幫助紐約尼克進入季後賽，也使林書豪一夕成名、風靡全球，掀起一陣「林來瘋」熱潮，並被《時代雜誌》列為2012年百大最具影響力人物。
林書豪接著效力過休士頓火箭、洛杉磯湖人、夏洛特黄蜂、布魯克林籃網和亞特蘭大老鷹，2019年隨著多倫多暴龍奪下NBA總冠軍，之後離開NBA舞臺轉戰中国男子篮球职业联赛（CBA）北京首鋼、NBA G聯盟聖克魯斯勇士、CBA廣州龍獅與P. LEAGUE+（PLG）高雄17直播鋼鐵人，2023年加盟PLG新北國王與弟弟林書緯當隊友，2024年林書豪奪下PLG總冠軍，2025年斬獲台灣職業籃球大聯盟（TPBL）總冠軍與總冠軍賽MVP，同時在例行賽抱走年度MVP、年度第一隊與年度防守第一隊殊榮。

## 早年
林書豪1988年8月23日出生於加利福尼亚州洛杉矶县托倫斯，成長於舊金山灣區帕羅奧圖的基督教家庭。林書豪父母的身高剛好都是168公分，外祖母的家庭成員都很高，其中外曾祖父陳惟儉身高超過183公分。父親林繼明在基督教青年会（YMCA）教導三位兒子打籃球。母親吳信信協助在帕羅奧圖成立全國青少年籃球（National Junior Basketball）項目，並與教練共事確保籃球運動沒影響到林書豪的學業。儘管吳信信遭到朋友批評讓林書豪花太多時間打籃球，但她因為看到籃球會使林書豪快樂而讓林書豪打球。
林書豪高中就讀帕羅奧圖高中，並參加籃球校隊，之後成為球隊隊長。高中十年級（2005年至2006年）在加州校際聯盟系列賽繳出場均15.1分、6.2籃板、7.1助攻、5.0抄截的成績，而所屬球隊整個賽季取得32勝1負的戰績，包括决賽以51比47戰勝在美國排名較高的聖母高校，贏得加州校際聯盟乙組（CIF Division II）冠軍。林書豪則獲得北加州乙組最佳球員（Northern California Division II Player of the Year）並入選全加州最佳陣容（first-team All-State）。

## 大學生涯

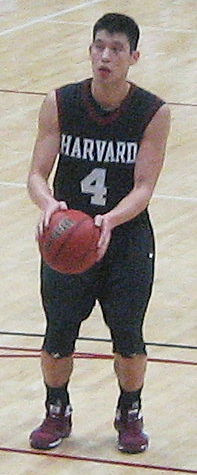
身穿哈佛校隊球衣的林書豪

林書豪高中畢業後將自己的比賽畫面剪輯成DVD爭取入學機會，寄送給常春藤盟校八所大學、加州大學柏克萊分校、加州大學洛杉磯分校以及夢寐以求的史丹佛大學。太平洋十大學聯會學校希望他成為校隊練習生，而不是透過招募或提供體育獎學金入隊。哈佛和布朗是唯二能保證林書豪在球隊中可佔有一席之地的大學，但常春藤盟校大學並不提供體育獎學金。
哈佛大學助理教練比爾·荷頓（Bill Holden）起初對林書豪的場上能力不以為然，並告訴林書豪的高中籃球教練彼得·迪彭布洛克（Peter Diepenbrock），林書豪是「第三級別的球員」。後來比爾·霍頓看了林書豪在一場競爭十分激烈的比賽中一有機會就帶著「殺手本能（instincts of a killer）」帶球上籃，於是他成為哈佛大學的頭號招募對象。當時哈佛大學的教練們擔心，在林書豪高中對面的史丹佛大學會向他提供獎學金，但史丹佛大學並沒有提供獎學金，最後林書豪選擇進入哈佛大學就讀。一位哈佛大學教練記得林書豪在大一賽季的時候是「球隊裡（身體）最虛弱的傢伙」，但到大二賽季，林書豪以場均得分12.6分入選常春藤盟校年度第二隊，他到了大三賽季名列NCAA第一级别前十名最佳男子籃球運動員，並入選常春藤盟校年度第一隊。林書豪在大四賽季於客場對陣排名第12名的康乃狄克大學時獲得全美關注，他攻下個人在大學比賽記錄裡最高的30分，並抓下9籃板、3助攻、3抄截、2阻攻。當年林書豪再次入選常春藤盟校年度第一隊，同時被提名進入約翰·伍登獎、鮑伯·庫西獎候選名單，並受邀參加普茲茅斯邀請賽。林書豪在哈佛校隊的期間，共取得1483分、487籃板、406助攻、225抄截的表現。2010年林書豪以3.1學級分獲得哈佛大學经济学學位。

## 職業生涯

### 金州勇士（2010年至2011年）
林書豪在大學畢業後參加2010年NBA選秀，但未獲得任何球隊的合約。之後林書豪受達拉斯獨行俠總管唐尼·尼爾森邀請，參加在洛杉磯舉辦的NBA夏季聯賽。林書豪在5場夏季聯賽中擔任控球後衛，場均9.8分、3.2籃板、1.8助攻、1.2抄截。夏季聯賽結束後，達拉斯獨行俠、洛杉磯湖人、金州勇士和東區不具名球隊向林書豪提出合約。

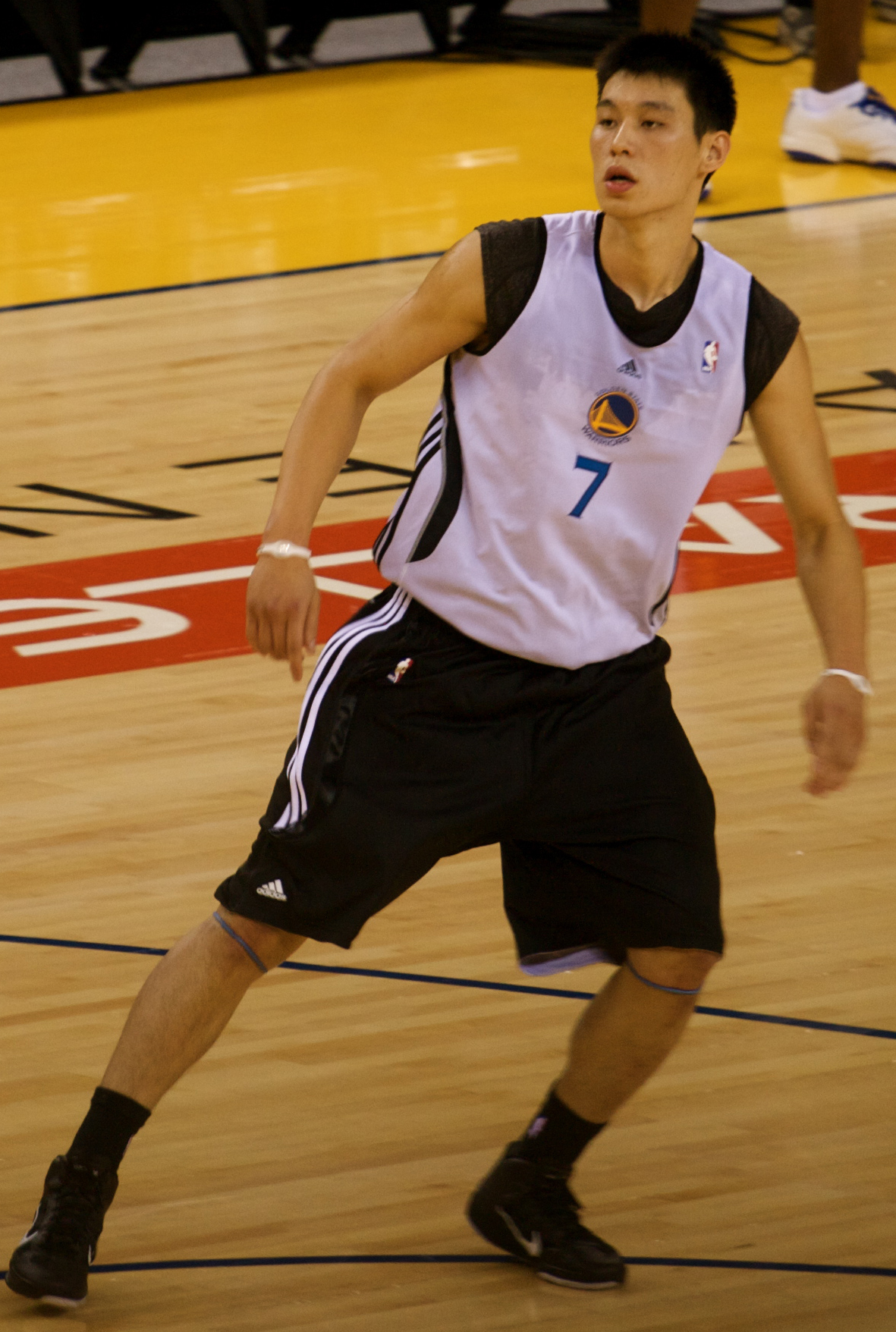
2010年效力金州勇士的林書豪

2010年7月21日，林書豪與家鄉球隊金州勇士簽下一份兩年部份保障合約，其中第二年為球隊選擇權，成為繼1954年紐約尼克的艾德·史密斯之後，第二位進入NBA的哈佛畢業生。金州勇士在林書豪簽約後為他召開記者會，結果全國媒體都出席。時任金州勇士總教練基思·斯馬特說，「對於一位落選新秀來說，令人驚訝看到這景象...」。《聖荷西信使報》寫道，林書豪「簽約後有一種邪典追捧的感覺」。擁有大量美國亞裔的舊金山灣區為他的到來慶祝。而林書豪成為首位華裔或臺裔（原文如此）美國人在NBA出賽。
林書豪很感激球迷對他的支持，尤其是來自美國亞裔社區的支持，但他更偏向專注於自己在球場上的表現，該賽季林書豪獲得的出賽時間不多，因為金州勇士的兩位當家控球後衛史蒂芬·柯瑞和蒙塔·埃利斯都是球隊主力。10月10日，林書豪於對陣洛杉磯快艇的熱身賽第四節首度上場。2010-11賽季例行賽開始之初，林書豪被技術性列入傷兵名單。但林書豪在下一場金州勇士的亞裔傳統之夜（Asian Heritage Night）首次於NBA亮相，在比賽最後幾分鐘進場時獲得全場的起立鼓掌。在接下來對陣洛杉磯湖人的比賽中，林書豪替補上場16分鐘，投進個人NBA生涯首球外帶3助攻4抄截的數據，最後5犯下場。11月8日，多伦多猛龙配合林書豪與金州勇士的到訪，舉行亞裔傳統之夜（Asian Heritage Night）。多倫多20多家華文媒體對比賽進行了報導。

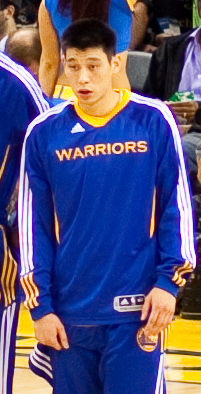
林書豪為比賽熱身

該賽季林書豪三次被下放至金州勇士於發展聯盟的附屬球隊雷諾大角羊，之後都被金州勇士召回。他參加過發展聯盟表演賽，並在2011年1月14日入選發展聯盟表演賽第一隊。在雷諾大角羊20場出賽中，場均18分、5.8籃板和4.4助攻。當時金州勇士將林書豪視為史蒂芬·柯瑞的潛在替補。林書豪在29場比賽中以投籃命中率38.9%和場均2.6分完成他的NBA新秀賽季。

### 東莞新世紀（2011年）
林書豪於2011年NBA停摆期間從膝蓋髕骨韌帶傷勢痊癒。2011年9月底代表中国男子篮球职业联赛（CBA）東莞新世紀出賽2011年馬可波羅瓷磚盃亞洲職業男籃挑戰賽暨男籃亞俱盃，共出賽3場繳出場均12.5分、6籃板、3助攻，入選男籃亞俱盃最佳陣容，並獲選為男籃亞俱盃MVP。

### 紐約尼克（2011年至2012年）
林書豪於休賽季期間努力改善自己的跳投，放棄從八年級開始就一直使用的投籃姿勢。他還增加自己的力量，把他能深蹲的重量增加一倍（從110磅（50）增加到231磅（105）），並把他能做引體上升的次數增加近三倍（從12次增加到30次）。他把自己的體重從200磅（91）增加到212磅（96）（包括15磅（6.8）肌肉）。他還分別增加立定縱跳和跑動縱跳的範圍（3.5英寸（8.9）與6英寸（15）），橫向速度則提高32%。
由於NBA停擺，林書豪一直沒有機會與金州勇士新任總教練马克·杰克逊訓練。2011年12月9日，金州勇士在訓練營首日為了調整隊伍的薪資上限將林書豪釋出。12月12日，休士頓火箭簽下林書豪。12月24日，休士頓火箭考量到隊上控衛已有凱爾·洛里、戈倫·卓吉奇和乔尼·弗林，並打算簽下萨缪尔·戴勒姆波特而需清出名單空間，在球季開打前一天將林書豪釋出。

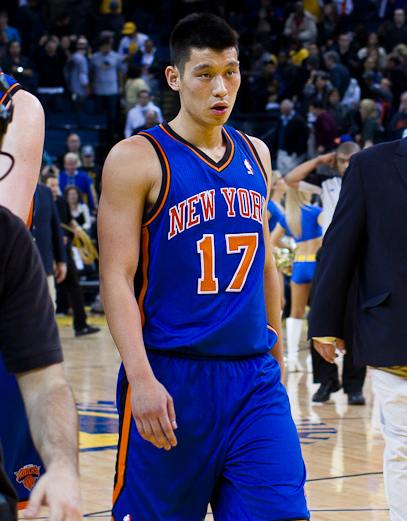
在紐約尼克首次亮相、出戰金州勇士的林書豪

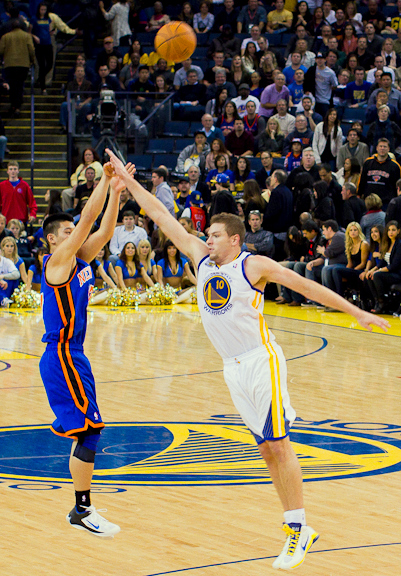
林書豪在金州勇士前鋒大衛·李的防守下跳投

紐約尼克將得分後衛昌西·比卢普斯釋出以換取薪資空間簽下中鋒泰森·钱德勒。12月27日，紐約尼克在後衛伊曼·香珀特受傷後簽下林書豪，擔任托尼·道格拉斯和迈克·毕比的替補後衛，而當時剛簽下的後衛貝倫·戴維斯也受了傷，距離能夠上場比賽還需幾週的時間。教練因為NBA停擺，幾乎沒有機會看到林書豪的實力，於是將他排在控衛板凳深度的第四位。林書豪表示自己是在「爭奪一個替補位置」，還說有人把他「看成是名單上第12到15號的傢伙」；他持續在訓練中第一位到場、最後一位離開、專心研究比賽影片、和教練一起努力加強自己的腳步和判斷力。林書豪在紐約尼克客場對陣金州勇士的比賽中首次賽季亮相，回到甲骨文球館的他受到全場歡呼。2012年1月，林書豪被下放到發展聯盟的伊利海鷹，1月20日在伊利海鷹以122比113戰勝緬因紅爪的比賽中攻下28分、11籃板和12助攻的三雙成績。三天後林書豪被紐約尼克召回。
1月28日，貝倫·戴維斯因肘部感染和背部疼痛而推遲在紐約尼克的首秀，球隊盤算簽下另一名球員，正考慮將林書豪釋出。然而在2月3日輸給波士顿凯尔特人的比賽，紐約尼克浪費掉第四節的領先優勢，總教練迈克·德安东尼在絕望中決定給林書豪一個上場機會。林書豪在紐約尼克的前23場比賽中只打了55分鐘，球隊在過去的13場比賽中輸了11場；然而他卻意外帶領紐約尼克重新崛起。
2月4日，在對陣新澤西籃網和全明星後衛德隆·威廉姆斯的比賽中，林書豪替補上場36分鐘，得到全場最高的25分，外帶7助攻、5籃板和2抄截的成績，帶領紐約尼克以99比92獲得勝利。隊友卡梅隆·安东尼在中場休息時向迈克·德安东尼建議讓林書豪下半場多上場。2月6日，林書豪在沒有卡梅隆·安东尼和阿玛雷·斯塔德迈尔的情況下，主場對戰猶他爵士的比賽中迎來職業生涯的首次先發。林書豪帶領紐約尼克以99比88擊敗對手。林書豪上場45分鐘，再次得到全場最高的28分，外帶8助攻，此場生涯首度先發成績，在NBA歷史名列第二；僅次於1981年底特律活塞控衛以賽亞·湯瑪斯生涯首度先發，得到31分11助攻的成績。阿玛雷·斯塔德迈尔和卡梅隆·安东尼分別缺席接下來的3場和7場比賽。
2月8日，紐約尼克客場出戰華盛頓巫師，林書豪對上约翰·沃尔再度繳出23分、10助攻、5籃板的表現，達成NBA生涯首次两双。2月10日，在主場麥迪遜花園廣場對陣洛杉矶湖人的比賽中攻下38分，另送出7助攻，得分贏過對手科比·布莱恩特的34分，率領紐約尼克以92比85戰勝洛杉磯湖人。2月11日，林書豪在以100比98險勝明尼苏达森林狼的比賽中得到20分和8助攻，其中在比賽還剩4.9秒時罰進超前球。
2月14日，林書豪在紐約尼克以90比87戰勝多倫多暴龍的比賽最後還剩不到1秒的時候，投進終場致勝三分球，林書豪成為首位在前五次先發都能得到至少20分、並有7助攻的NBA球員。林書豪在職業生涯的前3次、4次和5次先發中分別共攻下89分、109分和136分，這三項總得分都是自1976-77年美國籃球協會（ABA）和NBA合併以來所有球員的最佳紀錄。

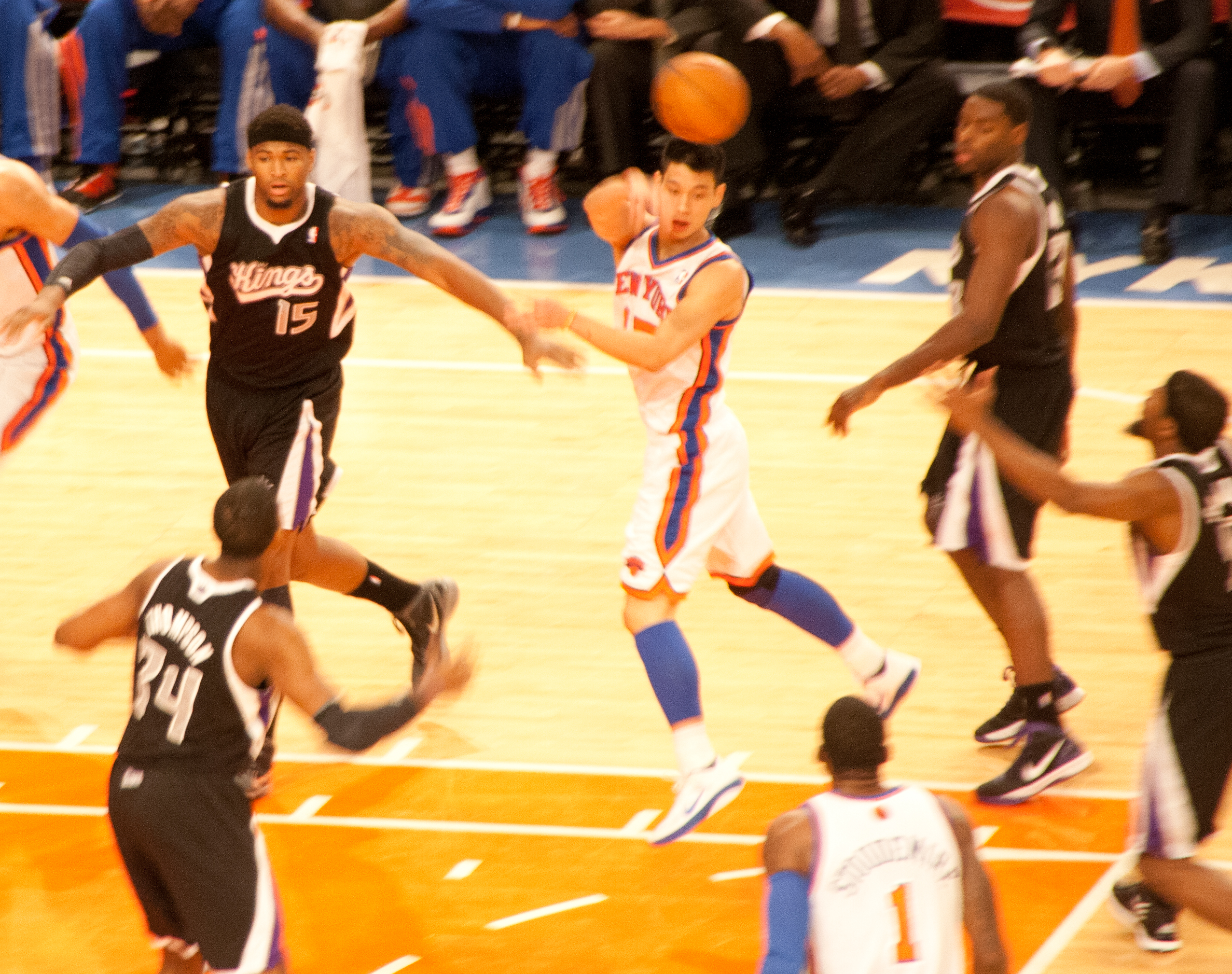
林書豪傳球給隊友

在接下來對陣沙加緬度國王的比賽中，林書豪傳出13次助攻，帶領紐約尼克以100比85獲勝、重回勝率50%。2月17日，球隊的七連勝在主場以85比89輸給新奧尔良黃蜂後中止；林書豪得到26分，但有9次失誤。他職業生涯前7場先發比賽的45次失誤，是自1977-78賽季開始追蹤個人失誤以來最多的一次。
2月19日，在以104比97戰勝達拉斯獨行俠的比賽中，林書豪得到28分、生涯新高的14助攻和5抄截。在對陣邁阿密熱火的比賽中，他的表現不盡如人意，11投1中、出現8次失誤。勒布朗·詹姆斯、德维恩·韦德、克里斯·波什以及其他目標劍指NBA總冠軍的隊友，將他們的全部防守都集中在林書豪身上。
圍繞著林書豪突然崛起的熱潮被稱作廣為所知的「林來瘋」（Linsanity）。在全明星賽前的12場比賽中，林書豪場均22.5分和8.7助攻，紐約尼克的戰績為9勝3負。林書豪最初被遺漏在NBA新秀挑战赛18人名單之外，但在林書豪突然間成名後名單擴大至20人，破例增列林書豪和邁阿密熱火後衛诺里斯·科尔。

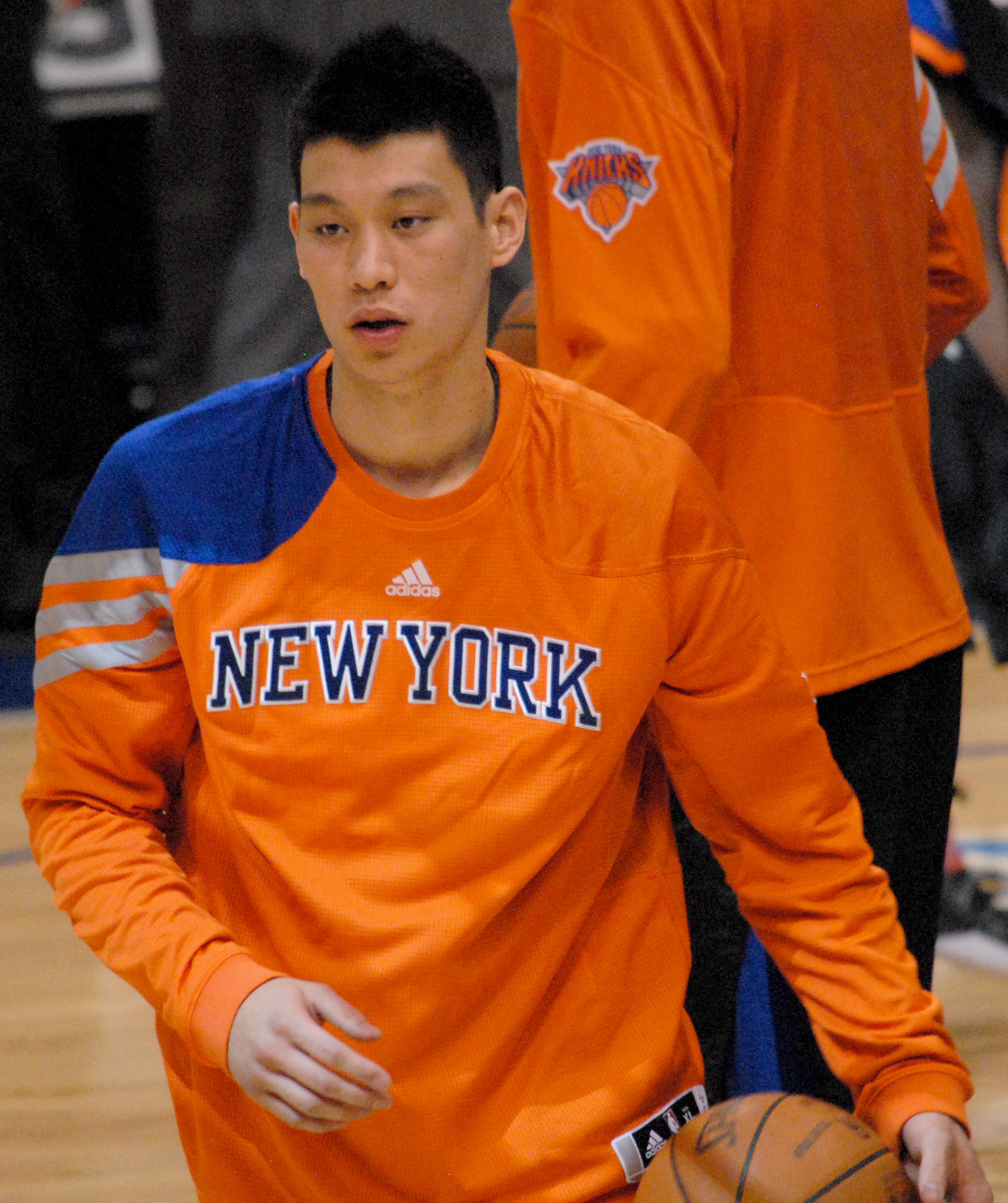
2012年3月的林書豪

紐約尼克在3月迎來新任總教練麥克·伍德森將迈克·德安东尼換下，麥克·伍德森減少了擋拆戰術、增加了單打機會。林書豪在迈克·德安东尼執教下曾擅長執行擋拆戰術。在3月24日對底特律活塞的比賽後，林書豪抱怨膝蓋疼痛，經核磁共振成像檢查顯示左膝半月板小範圍撕裂。林書豪選擇接受膝蓋手術，並缺席賽季剩餘的例行賽。林書豪在作為日常球員（everyday player）的26場比賽中，場均18.5分和7.6助攻；在此期間，球隊取得16勝10負的戰績。紐約尼克以36勝30負的戰績結束賽季，並獲得東區季後賽的第七種子。在少了受傷的林書豪的情況下，紐約尼克在季後賽首輪被最終贏得NBA總冠軍的邁阿密熱火以5場比賽擊敗；林書豪在NBA进步最快球员的投票中獲得第六名。林書豪在賽季結束後成為受限自由球員。

### 休士頓火箭（2012年至2014年）

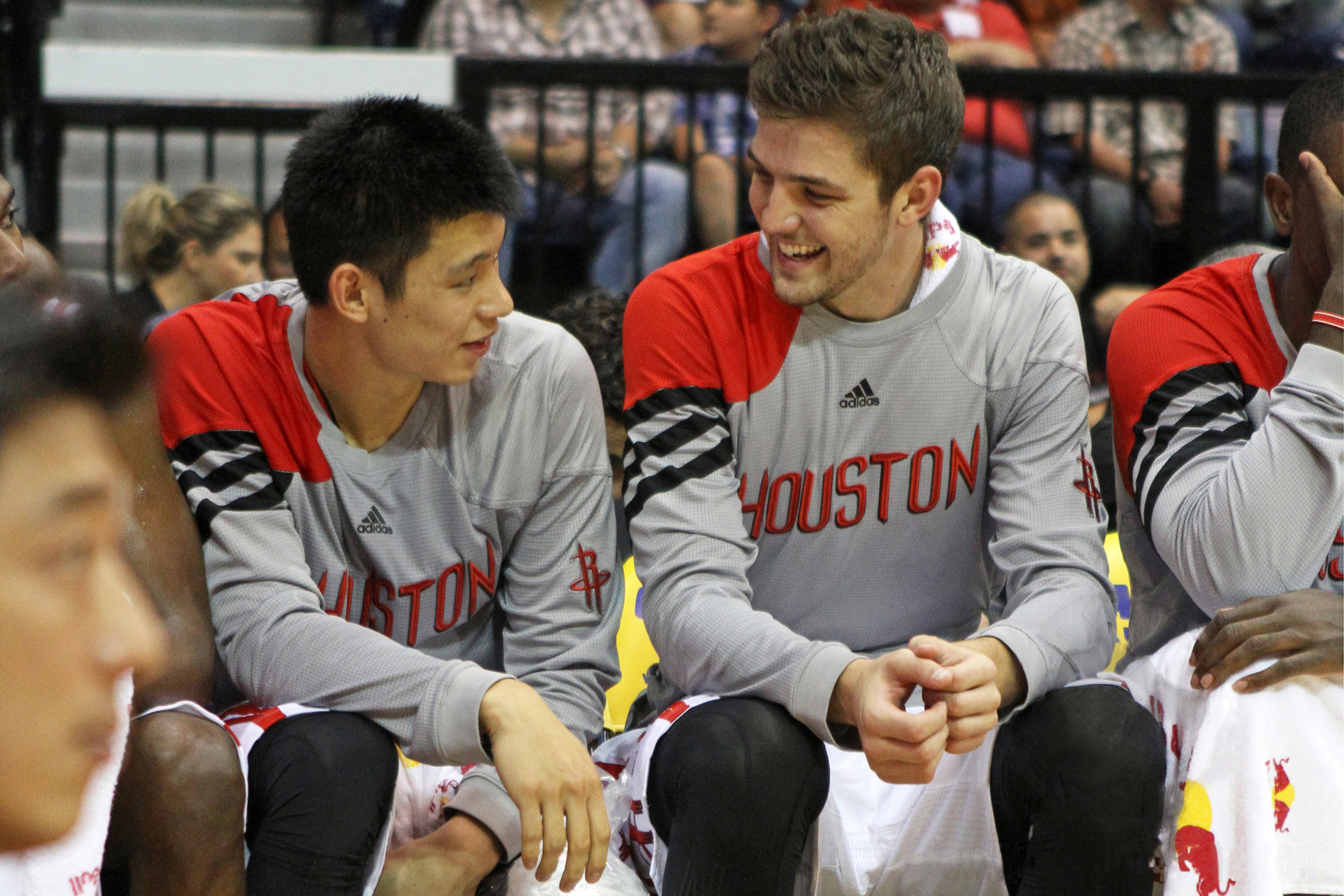
林書豪和钱德勒·帕森斯在板凳席交談

2012年休賽期間，紐約尼克鼓勵林書豪尋求其他報價，但鑑於紐約尼克需要一名年輕後衛、他的優異表現以及席捲全球的人氣，林書豪和媒體都預計紐約尼克會重新簽下他。休士頓火箭開出一份4年2880萬美元的合約，第四年為球隊選擇權。麥克·伍德森表示，紐約尼克會跟進休士頓火箭的報價，林書豪將成為他的先發控衛。隨後休士頓火箭開出一份修改後的3年2500萬美元合約。林書豪從紐約尼克簽下雷蒙德·费尔顿的決定推斷出，紐約尼克沒有跟進這份合約。休士頓火箭開給林書豪的條件為，第一年500萬、第二年520萬、第三年1490萬美元的年薪，最後一年較高的薪水，被稱為毒藥合約，目的是為了阻止紐約尼克跟進報價。
休士頓火箭將林書豪作為季前賽「新時代」（A New Age）宣傳活動的中心，同時也是他們在康卡斯特體育網休士頓最初的廣告門面。在10月例行賽開賽前不久，休士頓火箭透過交易獲得詹姆斯·哈登，詹姆斯·哈登取代林書豪成為球隊的代言人。詹姆斯·哈登和林書豪一樣，都是大量持球者、會執行擋拆戰術的球員，凯文·麦克海尔選擇讓更有經驗的詹姆斯·哈登來進行球隊的進攻。
林書豪在賽季初期表現掙扎、開始失去上場時間，被替補托尼·道格拉斯取代。2012年12月10日，林書豪在詹姆斯·哈登因傷缺席的情況下於以126比134延長賽輸給圣安东尼奥马刺的比賽中得到38分，讓人們想起他在林來瘋時期的表現。整個賽季的數據表明，詹姆斯·哈登和林書豪在對方坐板凳的情況下，個人效率會更高。

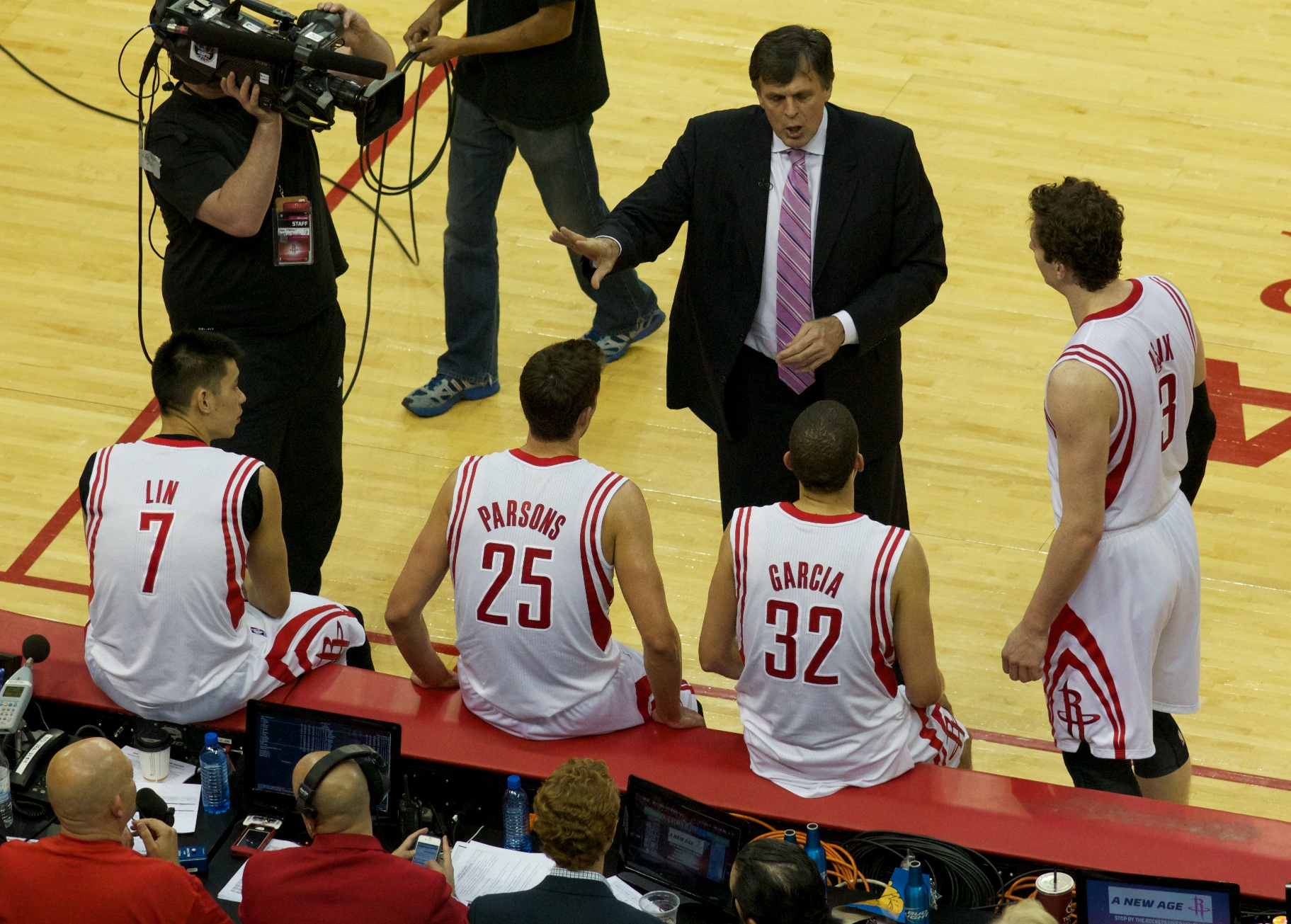
2013年NBA季後賽期間，休士頓火箭總教練凯文·麦克海尔與林書豪（7號）和他的隊友對話

林書豪沒有參加2013年在休士頓舉行的NBA全明星賽，他在西區後衛的投票中僅次於科比·布莱恩特和克里斯·保罗、排名第三；但他代表球隊參加全明星周末期間的技術挑戰賽，以35.8秒完成賽事，排名第四。全明星賽後，他的得分、投籃命中率和三分球命中率都有所提升。該賽季例行賽結束後，林書豪完成生涯首次參與整個賽季，全勤打滿82場球賽，每場皆擔任先發，繳出場均13.4分和6.1助攻的成績。休士頓火箭獲得季後賽資格，但在首輪以6場比賽輸給第一號種子俄克拉何马城雷霆。4月21日，林書豪生涯首次在季後賽出賽，上場32分鐘，2罰2中，繳出4分、4助攻、3籃板、2抄截。林書豪在第二戰右胸挫傷，這限制他在第三戰和之後兩場比賽的表現。他在最後一場比賽回歸，替補出賽13分鐘得到3分。在季後賽他一共出戰的4場比賽中，僅留下場均4分、2助攻、2籃板的成績。
2013-14賽季，林書豪在休士頓火箭先發陣容中被帕特里克·贝弗利取代，成為球隊的第六人，為第二陣容的主要控球者和得分選擇。11月林書豪代替受傷的詹姆斯·哈登出賽，創下職業生涯最高的兩場比賽總得分65分，其中包括賽季最高的34分和11助攻，還包括締造休士頓火箭隊史紀錄的9記三分球。林書豪緊接著在戰勝紐約尼克的比賽中得到21分。11月27日，他在對陣亚特兰大老鹰的比賽中扭傷右膝；因傷缺席6場比賽。12月他又因為背痛缺席4場比賽。2014年2月1日，林書豪在主場以106比92戰勝克里夫蘭騎士的比賽中，替補上場29分鐘，攻下15分、11籃板、10助攻、2抄截，寫下個人NBA生涯首度大三元。然而他的投籃手感在全明星賽後陷入低迷，並再次出現背部問題。
林書豪在該賽季完成33次先發，場均12.5分和4.1助攻，同時在場均命中率（44.6%）、三分球命中率（35.8%）和罰球命中率（82.3%）上都創下生涯新高。林書豪在季後賽中場均11.3分，休士頓火箭以6場比賽輸給波特兰开拓者。在第五戰的勝利中，他攻下21分，為休士頓火箭延長該賽季的賽程。

### 洛杉磯湖人（2014年至2015年）

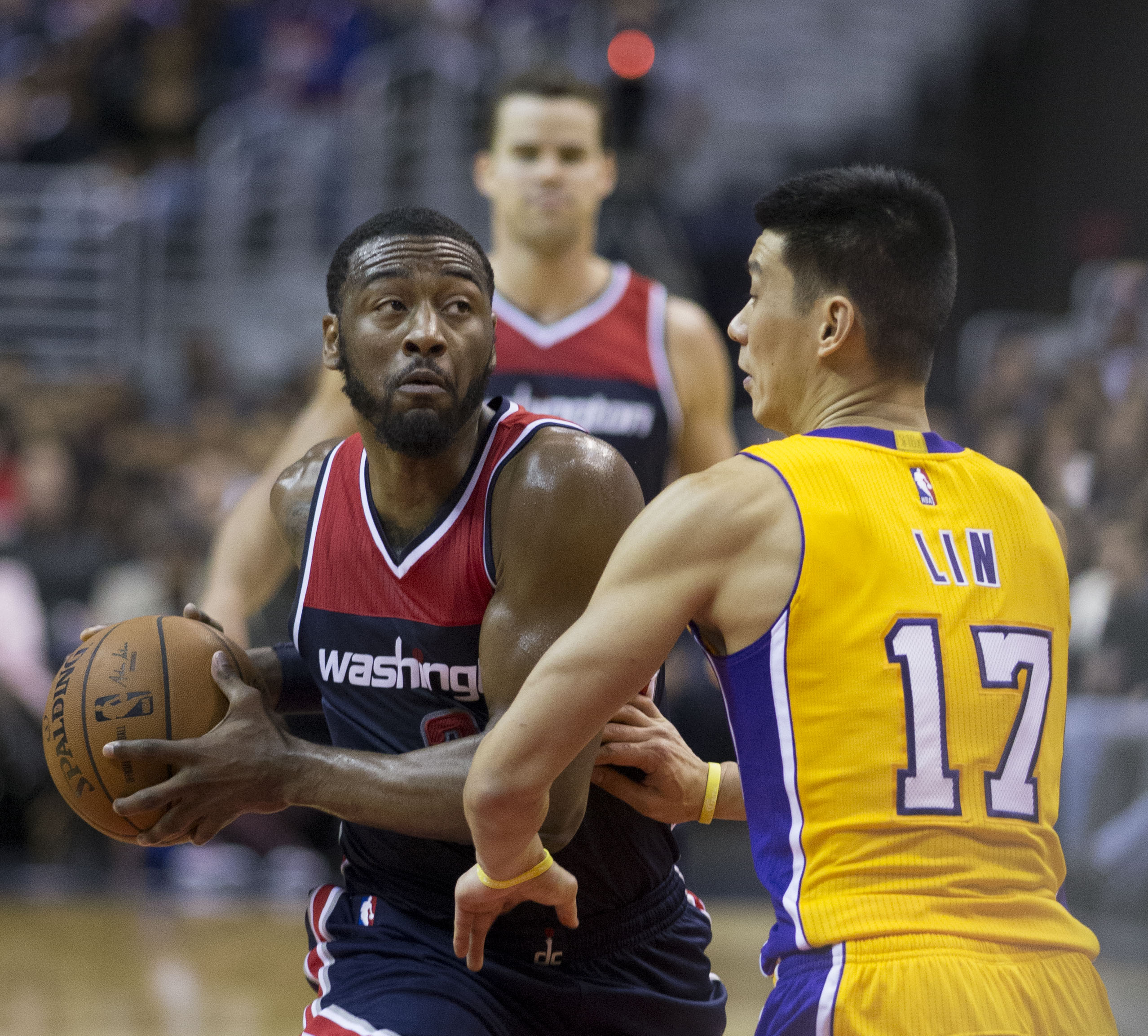
林書豪防守華盛頓巫師的約翰·沃爾

2014年7月13日，林書豪連同2015年第一輪選秀權及第二輪選秀權被交易到洛杉矶湖人，換回謝爾蓋·利甚丘克的簽約權；休士頓火箭此舉是為了清理薪資上限空間，試圖簽下自由球員克里斯·波什。林書豪在賽季中的三分球命中率達到生涯最高的36.9%，但他在球隊的角色定位並沒有很明確。
林書豪在罗尼·普莱斯受傷後，於季前賽後期進入先發陣容，他在該賽季前20場比賽都先發上場。然而他在總教練拜伦·斯科特的進攻模式中表現得很掙扎，而這種進攻模式是基於普林斯頓進攻中井然有序的球員和球的流動。林書豪對於效力紐約尼克和休士頓火箭時，大量持球和執行擋拆戰術感到舒適。拜伦·斯科特在球隊以5勝15負開局後試圖改善洛杉磯湖人的差勁防守，於是將林書豪調整至替補，改讓籃球浪人罗尼·普莱斯出賽。2015年1月23日，拜伦·斯科特在爆冷輸給聖安東尼奧馬刺的比賽中選擇不讓健康的林書豪出賽，而是提拔新秀喬丹·克拉克森頂替罗尼·普莱斯的先發位置。林書豪在該賽季已上場的43場比賽，場均10.5分和4.5助攻。3月22日，林書豪在戰勝费城76人的比賽中攻下賽季新高的29分後，拜伦·斯科特讓他回到先發陣容。3月24日，林書豪和具有菲律賓血統的隊友喬丹·克拉克森，成為NBA歷史上首對在後場一同先發的亞裔美籍球員。林書豪因為上呼吸道感染缺席該賽季最後5場比賽。

### 夏洛特黃蜂（2015年至2016年）
2015年7月9日，林書豪與夏洛特黃蜂簽下一份兩年430萬美元合約。林書豪被預測為夏洛特黃蜂得分後衛肯巴·沃克的替補，總教練史蒂夫·克利福德則設想這兩名能執行擋拆戰術的後衛有時能一起上場。
10月28日，林書豪在球隊對陣邁阿密熱火的賽季開幕戰中代表夏洛特黃蜂先發上場，在以104比94輸掉的比賽中，他替補出賽得到17分。12月17日，他在以109比99延長賽戰勝多倫多暴龍的比賽中攻下賽季最高的35分。2016年3月21日，他在第四節拿下球隊29分中的15分，包括在還剩48秒時的領先跳投，幫助夏洛特黃蜂在第二節以7比30落後的情況下，最終以91比88逆轉戰勝馬刺。林書豪在夏洛特黃蜂的唯一賽季於季後賽首輪被熱火以7場擊敗後結束。NBA年度最佳第六人的投票中林書豪名列第7名。在拒絕執行2016-17賽季220萬美元的球員選擇權後，林書豪於7月1日成為不受限自由球員。

### 布魯克林籃網（2016年至2018年）
2016年7月7日，林書豪與布魯克林籃網簽下一份3年3600萬美元的合約。林來瘋時期的紐約尼克助教肯尼·阿特金森此時擔任布魯克林籃網新任總教練。10月26日，賽季開幕賽客場以122比117敗給波士顿凯尔特人，林書豪初登板先發27分鐘，攻下18分。兩天後的主場開幕戰，林書豪繳出21分9助攻9籃板的「準大三元」表現，帶領布魯克林籃網以103比94擊敗印第安那溜馬。2017年2月24日，錯失26場的林書豪傷癒歸隊，先發上場15分鐘，攻下7分、5助攻，布魯克林籃網以129比109輸給丹佛掘金。4月6日，林書豪對上奥兰多魔术時，攻下賽季新高32分。
10月18日，新賽季開幕戰對上印第安納溜馬，林書豪在一次上籃中，落地時失去平衡跌倒傷到右膝。經檢查後證實右膝髕骨肌腱韌帶斷裂，剩餘賽季報銷。

### 亞特蘭大老鷹（2018年至2019年）
2018年7月13日，布魯克林籃網將林書豪和選秀籤交易至亞特蘭大老鷹，換回後衛伊萨亚·科尔迪尼耶的簽約權和未來第二輪選秀籤。亞特蘭大老鷹安排林書豪擔任新秀崔·楊的導師。11月15日面對丹佛金塊，林書豪拿到NBA生涯第5000分。2019年2月11日，亞特蘭大老鷹和林書豪談妥買斷合約，後將林書豪釋出。

### 多倫多暴龍（2019年）
2019年2月13日，林書豪與多倫多暴龍簽下合約。隨著多倫多暴龍打進季後賽，季後賽期間因弗瑞德·范弗利特和凯尔·洛里為球隊的先發控衛，因此也作為控衛的林書豪只能在垃圾時間上場，總計季後賽共上場27分鐘，其中總決賽只在第3戰上場51秒，成為第二位亞裔美籍球員於總決賽上場。多倫多暴龍取得當年度NBA總冠軍，林書豪成為首位獲得NBA冠軍戒的亞裔美籍球員。

### 北京首鋼（2019年至2020年）
2019年8月27日，林書豪以稅後年薪300萬美元與北京首鋼簽約，新賽季以外援身份出戰中国男子篮球职业联赛（CBA）。林書豪在CBA首場官辦熱身賽中轟下40分、6籃板、3助攻。於例行賽首秀繳出25分、9助攻、6籃板，率領北京首鋼以103比81擊敗天津先行者。北京首鋼在12月30日安排林書豪輪休，更換成賈斯汀·漢密爾頓與艾派·尤度組合出賽；2020年1月16日北京首鋼啟用林書豪替換艾派·尤度。林書豪以10萬9969票、北區最高票，入選CBA全明星賽先發名單；在CBA全明星賽中攻下全場最高分41分，而北方隊最終以166比167落敗給南方隊。CBA賽季在2月1日因COVID-19疫情停賽至6月20日。林書豪例行賽共出賽39場，場均22.3分、5.7籃板、5.6助攻、1.8抄截。北京首鋼在季後賽半決賽中以1比2輸給最終奪下CBA總冠軍的廣東東莞銀行。林書豪9月透過新浪微博表示，還懷抱NBA夢想，將不回北京首鋼。

### 聖克魯斯勇士（2021年）
2020年12月16日，林書豪以練習球員的身份加入NBA G聯盟引爆者，在打完一場隊內分組賽後就離開球隊。之後林書豪原本能與NBA金州勇士先簽約後釋出，效力附屬球隊聖克魯斯勇士，因國際籃球總會（FIBA）適逢週末未辦公，無法取得CBA的澄清信而未完成。NBA於年底制定一個新條款，放寬NBA G聯盟對資深球員招募和簽約的限制，讓擁有NBA資歷五年以上的自由球員能夠加入NBA G聯盟球隊；此條款被有些NBA G聯盟的觀察家稱作「林書豪條款」。2021年1月9日，林書豪以NBA新條款加入聖克魯斯勇士。2月10日，林書豪在例行賽首秀攻下18分、5助攻、3籃板、3抄截。2月17日起，林書豪因為背傷連續缺席5場比賽。3月9日，聖塔克魯茲勇士以96比108輸給萊克蘭魔術，止步於季後四強賽。

### 北京首鋼（2021年至2022年）
2021年6月12日，林書豪在個人社群媒體宣佈將重返中国男子篮球职业联赛（CBA）北京首鋼。11月30日，北京首鋼宣布林書豪已完成CBA註冊手續；年薪為税前不足200萬美元。林書豪於例行賽首秀繳出23分、6助攻、4籃板，幫助北京首鋼以99比76擊退遼寧本鋼。例行賽共出賽23場，場均13.4分、4.7助攻、3.6籃板。北京首鋼在季後賽首輪不敵九台農商銀行。

### 廣州龍獅（2022年）
2022年9月5日，林書豪加盟CBA廣州龍獅。12月29日，林書豪宣布與球團達成協商提前結束CBA賽季，總計出賽7場，留下場均11.6分鐘、6.9分、2.3籃板、2.1助攻的表現。

### 高雄17直播鋼鐵人（2023年）

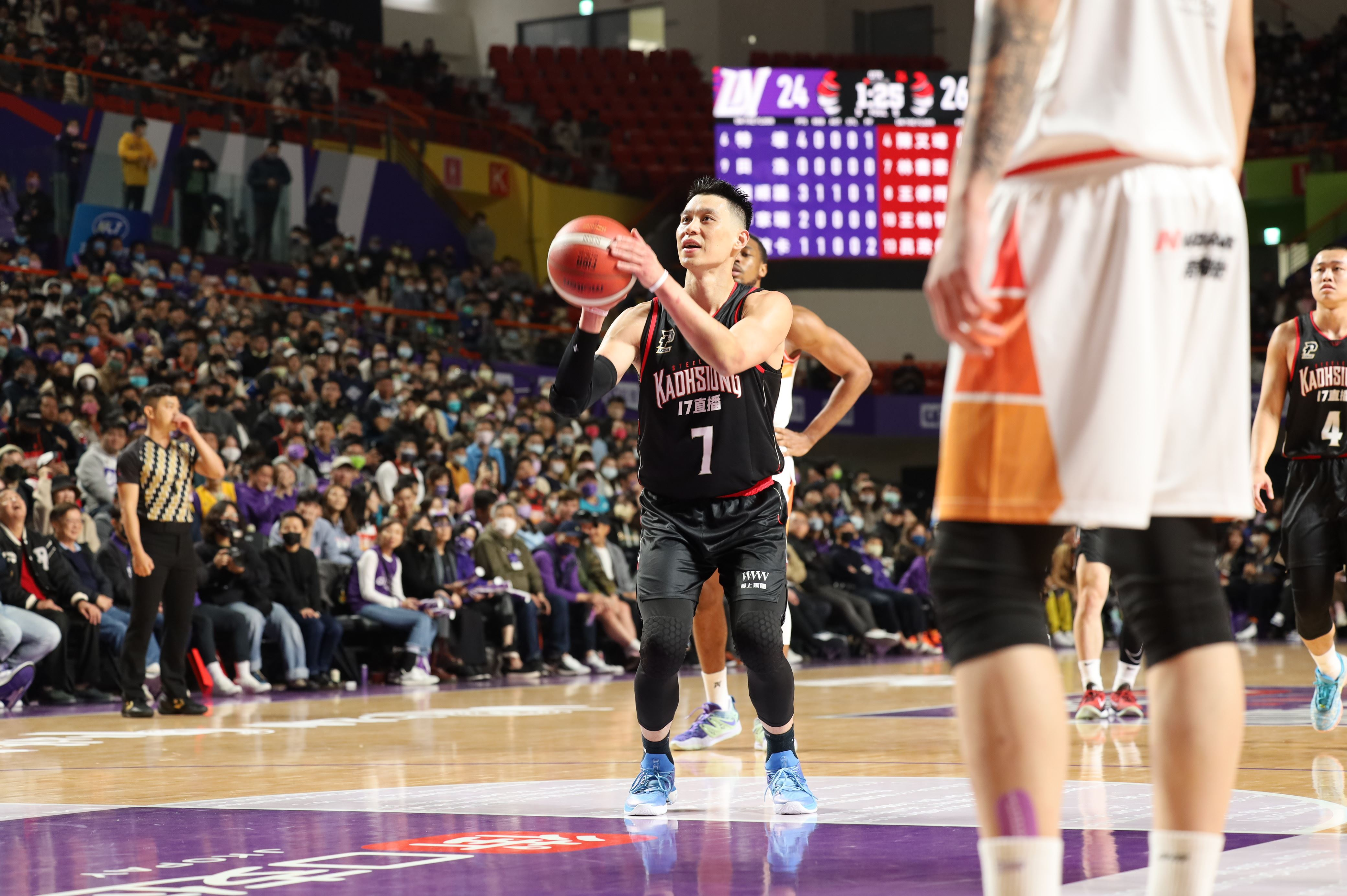
在新竹街口攻城獅主場罰球的林書豪

2023年1月26日，林書豪加盟P. LEAGUE+（PLG）高雄17直播鋼鐵人，以華裔球員身分征戰PLG。2月12日，林書豪PLG初登板出賽41分20秒，全場挹注21分、6籃板、13助攻，單場13次助攻追平由隊友陳又瑋所保持的聯盟單場紀錄。3月26日，林書豪以15次助攻刷新聯盟單場助攻紀錄。4月2日，林書豪則以16次助攻推高聯盟單場助攻紀錄。4月23日，林書豪半場攻下32分締造聯盟半場得分新紀錄，全場繳出追平聯盟單場得分紀錄的50分以及10籃板跟11助攻的大三元表現。4月30日，林書豪以37分、14籃板、12助攻締造大三元表現。5月6日，林書豪以36分、10籃板、15助攻的表現，連三場繳出大三元。林書豪總計出賽19場，場均表現為26.32分、8.47籃板、8.89助攻，儘管林書豪未達標準出賽場次27場，但總助攻數169次除以27場為6.26助攻，仍高於榜上第二名肯尼·馬尼戈（曼尼高）的6.03助攻，因而拿下2022-23賽季PLG助攻王。

### 新北國王（2023年至今）
2023年9月14日，林書豪加盟P. LEAGUE+（PLG）新北國王，與弟弟林書緯當隊友；林書豪與新北國王簽下1+1年合約，第二年為球員選擇權。11月26日，林書豪繳出15分、10籃板、11助攻大三元表現。2024年1月20日，林書豪在對上福爾摩沙夢想家的比賽中，於第二節攻下22分，創下PLG單節得分新紀錄。林書豪自1月底起因足底筋膜炎的傷勢缺陣數場PLG比賽以及錯過3月東亞超級聯賽（EASL）終極四強賽，為了腳傷林書豪接受了靜脈雷射治療，卻因此違反世界運動禁藥管制機構規定被PLG禁賽五場，導致例行賽出賽場次無法達到規定的27場，無緣角逐PLG年度MVP獎項，並在PLG年度人氣王票選中沒有進入最終第三階段。6月20日，新北國王以4比1擊退桃園璞園領航猿收下2023-24賽季PLG年度總冠軍，為林書豪職業生涯第二座總冠軍。
2024年9月2日，台灣職業籃球大聯盟（TPBL）新北國王宣布林書豪執行球員選擇權，並達成延長合約共識，再擁有一年球員選擇權。10、11月林書豪出賽5場比賽，繳出場均22分、5.4籃板、6.6助攻的表現，在12月6日獲選TPBL2024-25賽季10、11月MVP。12月29日，林書豪獲選東亞超級聯賽（EASL）2024-25賽季12月單月最佳陣容。2025年1月27日，林書豪獲選EASL2024-25賽季1月單月最佳陣容。2024-25賽季林書豪以場均17.4分、3.9籃板、4.0助攻的表現，於4月3日獲選EASL年度最佳陣容。3月林書豪繳出場均23.8分、5.3助攻、4籃板、3抄截的表現，在4月8日獲選TPBL2024-25賽季3月MVP。4月林書豪繳出場均18.4分、6.4籃板、5.1助攻、1.9抄截的表現，在5月5日獲選TPBL2024-25賽季4月MVP。5月林書豪繳出場均23分、6.3籃板、5助攻、1抄截的表現，在5月27日獲選TPBL2024-25賽季5月MVP。2024-25賽季林書豪獲選TPBL年度防守第一隊、年度第一隊與年度MVP，並於G42的表現獲選年度關鍵球。6月29日，新北國王以4比3擊退高雄全家海神收下2024-25賽季TPBL年度總冠軍，為林書豪職業生涯第三座總冠軍，並獲選總冠軍賽MVP。

## 教練生涯
2025年2月4日，NBA宣布林書豪出任2月14日NBA新秀挑战赛G聯盟隊（Team G League）教練。

## 國家隊生涯
2011年4月24日，時任中華男籃總教練周俊三透露希望能徵召林書豪，將他列入2011年東亞籃球錦標賽24人名單。5月4日，周俊三提交24人名單時表示，答應林書豪未取得同意前不會擅自將他列入24人名單，但名單備註中載明若取得林書豪的同意，將建議中華民國籃球協會特別徵召他入隊。6月27日，時任中華民國籃球協會理事長丁守中表示，曾在五月底飛往美國舊金山與林書豪全家會談，稱林書豪當時回覆代表中華男籃出賽的機率是一半，因此考慮將林書豪列入2011年亞洲籃球錦標賽24人名單。7月15日，丁守中表示林書豪因膝蓋受傷正在休養，金州勇士醫療團隊建議林書豪不要參賽。8月5日，林書豪受訪時表示，（2011年）夏天有收到中華男籃與中國男籃的邀請，但與家人討論後決定2011年不會代表中國男籃出賽，至於中華男籃是因為膝蓋傷勢而無法加入。
2012年2月，時任中国篮球协会副主席胡加时針對媒體詢問關於中國籃球協會是否曾邀請過林書豪加入中國男籃一事回覆，中國籃球協會從來沒有邀請過林書豪。同年夏天，林書豪入選美國奧運男籃靶子隊（Select Team），但因為與紐約尼克的受限制自由球員身份而未參與。

## NBA生涯數據

### 例行賽
| 賽季     | 球隊         | GP  | GS  | MPG  | FG%  | 3P%  | FT%   | RPG | APG | SPG | BPG | PPG  |
| -------- | ------------ | --- | --- | ---- | ---- | ---- | ----- | --- | --- | --- | --- | ---- |
| 2010–11  | 金州勇士     | 29  | 0   | 9.8  | .389 | .200 | .760  | 1.2 | 1.4 | 1.1 | .3  | 2.6  |
| 2011–12  | 纽约尼克斯   | 35  | 25  | 26.9 | .446 | .320 | .798  | 3.1 | 6.2 | 1.6 | .3  | 14.6 |
| 2012–13  | 休士頓火箭   | 82  | 82  | 32.2 | .441 | .339 | .785  | 3.0 | 6.1 | 1.6 | .4  | 13.4 |
| 2013–14  | 休士頓火箭   | 71  | 33  | 28.9 | .446 | .358 | .823  | 2.6 | 4.1 | 1.0 | .4  | 12.5 |
| 2014–15  | 洛杉磯湖人   | 74  | 30  | 25.8 | .424 | .369 | .795  | 2.6 | 4.6 | 1.1 | .4  | 11.2 |
| 2015–16  | 夏洛特黃蜂   | 78  | 13  | 26.3 | .412 | .336 | .815  | 3.2 | 3.0 | .7  | .5  | 11.7 |
| 2016–17  | 布魯克林籃網 | 36  | 33  | 24.5 | .438 | .372 | .816  | 3.8 | 5.1 | 1.2 | .4  | 14.5 |
| 2017–18  | 布魯克林籃網 | 1   | 1   | 25.0 | .417 | .500 | 1.000 | .0  | 4.0 | .0  | .0  | 18.0 |
| 2018–19  | 亞特蘭大老鷹 | 51  | 1   | 19.7 | .466 | .333 | .845  | 2.3 | 3.5 | .7  | .1  | 10.7 |
| 2018–19† | 多伦多猛龙   | 23  | 3   | 18.8 | .374 | .200 | .810  | 2.6 | 2.2 | .4  | .3  | 7.0  |
| 生涯     | 生涯         | 480 | 221 | 25.5 | .433 | .342 | .809  | 2.8 | 4.3 | 1.1 | .4  | 11.6 |

### 季後賽
| 賽季  | 球隊       | GP | GS | MPG  | FG%  | 3P%  | FT%   | RPG | APG | SPG | BPG | PPG  |
| ----- | ---------- | -- | -- | ---- | ---- | ---- | ----- | --- | --- | --- | --- | ---- |
| 2013  | 休士頓火箭 | 4  | 3  | 21.0 | .250 | .167 | 1.000 | 2.0 | 2.0 | .5  | .3  | 4.0  |
| 2014  | 休士頓火箭 | 6  | 0  | 29.5 | .410 | .217 | .813  | 3.7 | 4.3 | .5  | .2  | 11.3 |
| 2016  | 夏洛特黃蜂 | 7  | 0  | 27.0 | .413 | .214 | .821  | 2.3 | 2.6 | .7  | .0  | 12.4 |
| 2019† | 多伦多猛龙 | 8  | 0  | 3.4  | .222 | .500 | 1.000 | .4  | .5  | .1  | .0  | 1.1  |
| 生涯  | 生涯       | 25 | 3  | 19.1 | .376 | .216 | .836  | 2.0 | 2.2 | .4  | .1  | 7.2  |

## 球員資料
林書豪透過傳球能力、攻擊籃框、擅長執行擋拆戰術，將自己打造成強壯、快節奏的進攻球員。他在職業生涯中改善了自身的外線投射能力，在三分球線外造成對手威脅。他因為有能力吸引對手犯規而被認為很難防守。林書豪自認是冒險嘗試者，但他的失誤傾向以及被認為缺乏有效的防守一直遭受批評。在2012年林來瘋過後努力克服傷病問題。

## 個人生活
林書豪是虔誠福音派新教徒，在哈佛大學期間擔任哈佛亞裔美國基督徒協會的主管。他將自己於NBA的成功歸功於在沒有壓力的環境下打球，並說「我已經把這些交給上帝，我不再和別人的想法起爭執」。他曾希望成為牧師，從事能領導美國或國外的非營利組織服務工作，並談到曾在市中心社區工作、幫助弱勢孩童。
林書豪在哈佛大學時上過幾堂課程提升中文讀寫的能力。林書豪是電子遊戲《Dota 2》的愛好者，從高中十年級就開始玩該系列遊戲的首款作品《DotA》。他出現在2014年以遊戲為中心的紀錄片《免費遊玩》，他將《Dota 2》描述為一種「生活方式」，幫助他與家人和朋友相處地更好。2016年林書豪組建名為「VGJ」的個人《Dota 2》職業戰隊。

### 家庭

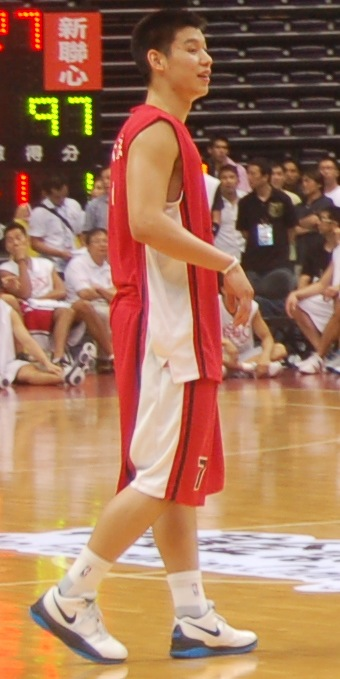
2010年林書豪參加在臺北的慈善義演賽

2023年1月林書豪表示與妻子在2年前完成了婚禮。林書豪的妻子為菲律賓人，妻子的父母來自菲律賓宿霧與八打雁。2024年8月林書豪表示兒子已出生，升格為父親。林書豪的哥哥林書雅就讀纽约大学牙醫學院，弟弟林書緯畢業於汉密尔顿学院，主修經濟、輔修藝術，在學期間是籃球校隊成員。
林書豪的父親林繼明籍貫在臺灣彰化縣北斗鎮，家族來自中國大陸福建省漳州市漳浦县，林繼明在1953年出生於臺灣臺北，畢業於國立臺灣大學機械工程學系，在取得中華民國教育部公費留學資格以後，1977年赴美國在老道明大學攻讀機械碩士，之後取得普渡大學電機系博士學位。林書豪的母親吳信信出生於臺灣，1978年高中畢業後移民到美國，進入老道明大學就讀，主修计算机科学。吳信信與林繼明在老道明大學相識，之後林繼明到普渡大學攻讀博士學位，吳信信因此轉學到普渡大學。

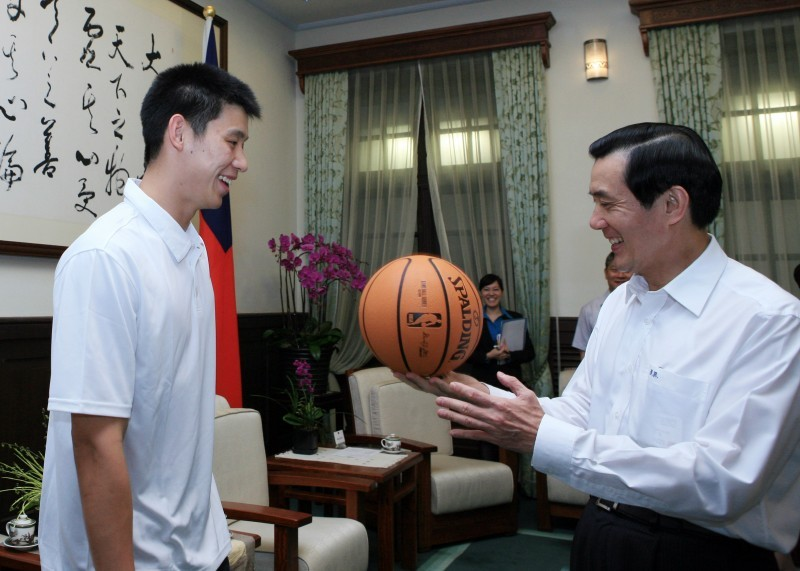
2010年林書豪與時任中華民國總統馬英九見面

林書豪的祖父林新懇為家族在臺第七代，家族於1707年渡臺，林新懇在日治時期畢業自台北高等商業學校，曾外派到印尼爪哇火腿工廠擔任翻譯，於1947年二二八事件中倖存下來，在林繼明5歲時逝世於彰化北斗，林書豪的祖母林朱阿麵則帶著五名孩子搬到臺北。1996年林書豪到過臺灣，2010年7月因為獲邀請參加於臺北小巨蛋舉辦的「姚基金慈善之旅」表演賽再次到臺灣，並前往總統府與時任中華民國總統馬英九見面。
林書豪的外曾祖父陳惟儉與外祖母陳意子皆出生於中國大陸浙江省平湖市新仓镇。1949年陳意子畢業於浙江省立醫學院，同年移居臺灣，1969年移民美國，在紐約州執業行醫。1998年陳意子與她弟弟陳又軍在浙江省平湖中学設立「陳惟儉沈雪如獎學金」，2008年後因陳意子年事已高，獎學金改由林書豪的父母親負責。2011年5月林書豪造訪平湖，並在平湖中學與學生打場籃球賽，林書豪與高一生組隊，林書緯則與高二生和高三生組隊。

### 國籍
林書豪的父母皆從臺灣移民至美國，均具美國和中華民國雙重國籍。中華民國內政部在2012年表示，林書豪生於美國，除了是美國公民，還透過父母的國籍成為中華民國國民，而當時林書豪沒有放棄中華民國籍，亦未辦理中華民國護照。2020年7月30日，林書豪取得中華民國護照；林書豪取得中華民國護照時在臺灣地區並沒有設立戶籍，仍屬於無戶籍國民。

### 血統
林書豪2010年於「姚基金慈善之旅」慈善義演賽的記者會上表示，「你可以稱我為一位臺灣（Taiwanese）籃球運動員、一位華人（Chinese）籃球運動員或只是一位籃球運動員」；接受AOL《Fanhouse》記者艾莉·塞克巴赫訪問時說，「我以身為一位華人（Chinese）感到自豪，我為我的父母來自臺灣感到驕傲」。2012年2月，其父親林繼明接受美國之音採訪時說，「我的籍貫是臺灣彰化北斗鎮，林書豪是臺灣人的第9代，祖先來自福建漳浦」、「林書豪既是臺灣人、也是中國人，不介意中國大陸媒體有意強調林書豪的中國大陸籍貫，或許出於與有榮焉的原因」；其伯父林繼宗在接受紐約時報專訪時表示，「他們一家、包括林書豪，肯定是臺灣人」，還補充說「依中國大陸和臺灣的文化傳統，林書豪的身份要看父親這邊來決定」。

## 種族議題
林書豪在籃球生涯中曾遭遇與自身亞裔（Asian）血統有關的種族歧視。他在哈佛大學打球時經常聽到諸如「馄饨湯」、「糖醋排骨」、「睜開你的眼睛」、「回中國（大陸）去」、「管弦樂隊在校園的另一邊」等偏激嘲笑語句，或者是假扮成華人（Chinese）的胡言亂語。哈佛隊友奧利弗·麥納利（Oliver McNally）表示，曾有一位常春藤聯盟的球員在比賽中用「Chink」辱罵林書豪。
2012年2月10日，林書豪在紐約尼克對戰洛杉磯湖人的比賽中攻下38分，FOX Sports專欄作家傑森·惠洛克於推特上發布以下關於林書豪性功能的語句，「紐約市的某位幸運女士今晚會感受到幾英寸的疼痛」。《Hyphen》寫道，傑森·惠洛克「強化『亞洲小陰莖』這無趣又陰險的刻板印象」。美國亞裔記者協會要求其向林書豪道歉。傑森·惠洛克道歉說，「我貶低一個令人愉悅的體育時刻，為此我真的很抱歉」。
同樣是在2012年2月，拳擊手弗洛伊德·梅威瑟於推特上寫道，「林書豪是位優秀球員，但媒體只因為他是亞裔（Asian）而大肆報導，黑人球員每晚都能打出相同出色的表現卻得不到同樣的讚揚」。NBC紐約為了回應弗洛伊德·梅威瑟而指出，「不管何種膚色球員，從來沒有人在生涯前四次先發當中，繳出媲美上週林書豪為紐約尼克所達成的表現」。
2012年2月17日，ESPN對林書豪使用種族歧視的口吻。在林書豪輸給夏洛特黃蜂的比賽中出現9次失誤，ESPN貼出標題名為「盔甲上的裂縫（Chink in the Armor）」的文章。該標題在35分鐘後被移除，ESPN則進行道歉。寫下標題的ESPN編輯表示，標題沒有任何種族含義，但還是遭到ESPN解僱。林書豪後來聯繫到這位編輯，並與他共進午餐，林書豪告訴他，他不認為標題帶有種族歧視的意思。紐約尼克電台主持人斯佩羅·戴德斯在1050 ESPN 紐約也使用過該措辭。2013年11月14日，ESPN《SportsCenter》主播豪爾赫·安德烈斯在林書豪以21分的表現幫助休士頓火箭戰勝紐約尼克後，於直播中評論林書豪「在使用一些熱花生油做飯」，豪爾赫·安德烈斯事後對此表示歉意。
林書豪被推測在職業生涯中受到外界對美國亞裔運動能力的刻板印象的負面影響。《時代雜誌》的肖恩·格雷戈里（Sean Gregory）在2009年對於林書豪沒有收到NCAA第一级别學校的籃球獎學金寫道，「（林書豪）很瘦骨嶙峋，但不要質疑這一點點有意或無意的種族刻板印象，都導致他未獲錄取」。林書豪2008年表示，「我並不是說前五名的州立大學會自動發送邀請，但我真的覺得（我的種族）確實影響教練招募我的方式。我想如果我是不同的種族，我會受到不一樣的待遇」。在林書豪的大學生涯中，只有不到0.5%的第一級別男子籃球運動員是美國亞裔。林書豪的高中籃球教練彼得·迪彭布洛克（Peter Diepenbrock）原本並不認為林書豪的種族會影響到他的招募意願，但在2012年看到10名第一級別教練對一位他評價為「不錯的大專球員」的黑人學生表達興趣後改變了想法。基於對其天賦具有「錯覺性」評價，林書豪在2013年接受《60分鐘》採訪時表示，他有種「直覺」認為自己的種族是導致他落選的原因之一。時任NBA主席大卫·斯特恩也認為林書豪會落選是因為受到歧視。大卫·斯特恩在2013年說，「我不知道他是否因為就讀哈佛大學而受到歧視，還是因為他是亞裔（Asian）」。一些球迷和評論員認為金州勇士和林書豪簽約只是宣傳噱頭。球隊總管拉里·萊利則否認是為了迎合舊金山灣區龐大的亞裔人口，他明白有些人會如此看待。拉里·萊利說，「我們在整個夏季聯賽中對他進行過評估，在他身上所發生的事就是證實過去我們已經相信的」。當時球隊以他為中心創立一場特別活動，拉里·萊利表示，如果林書豪並不是優先作為籃球運動員，那些是不明智的想法。雷克斯·沃爾特斯補充道，「那些不認為刻板印象存在的人瘋了。如果（林書豪）是白人，他會是位神射手，或是令人陶醉的球員。但如果他是亞裔（Asian），他的數學會很好，我們並不會想要他」。
林書豪參加NBA選秀的經歷被迈克尔·刘易斯所著的《失敗計劃》作為例子，書中詳細介紹刻板印象是如何壓倒性影響人的決策，甚至在面對相互矛盾的證據時也會如此。休士頓火箭總管达雷尔·莫雷在書中表示，林書豪於選秀前的測試中表現非常出色，「他在我們的（統計）模型中表現亮眼，我們的模型說他是首輪第15順位」:19。在休士頓火箭未選擇林書豪的一年後，開始測量球員第一步和第二步的爆發速度，林書豪比所有測量球員還要快，他改變方向的速度遠超過大多數NBA球員。达雷尔·莫雷表示，「他有著令人難以置信的運動能力，但現實中的每個人，包含我在內，都認為他缺乏運動能力，除了他是亞裔（Asian）外，我想不出其他理由」:20。
林書豪第一次前往舊金山基薩場館參與職業業餘混合比賽（pro-am game）時，有位保全告訴他，「對不起先生，今晚這裡沒有排球（比賽），只有籃球（比賽）」。早在為紐約尼克效力時，麥迪遜廣場花園的一名保全就曾誤以為林書豪是訓練師，阻止他進入球員入口。在與夏洛特黃蜂簽約後，這位在NBA已經打滾5年的老將不得不說服夏洛特光譜中心的保全相信他是球員。而林書豪在2019年多倫多暴龍與密爾瓦基公鹿的東區冠軍賽第二場賽事結束後，要登上球隊巴士時被公鹿主場的保全攔下來。
2015年林書豪在接受《ESPN雜誌》巴柏羅·S·托雷採訪時表示，他認為人們對於亞裔（Asians）易於失誤或無法好好使用雙手的見解，影響到他作為一位球員的聲望，儘管數據顯示他在這兩個方面都有所提高。他還指出自己是缺乏速度的差勁後衛的聲望，而迈克·德安东尼則表示林書豪「是我們訓練過速度最快的運動員之一」。林書豪還認為，他在紐約尼克的表現可能因為他的種族而獲得過多的關注，「人們只是不習慣看到亞裔（Asians）能夠做到某些事，所以造成一種很極端影響」。林書豪還表示，「人們只是不尊重亞裔（Asians）能夠做到的某些事情，比如運動、籃球方面等等」。2016年回到紐約為布魯克林籃網效力後，林書豪在認真思考種族問題時表示，「從某些方面來說，很有可能如果我擁有不同膚色，林來瘋就不會是林來瘋，但這沒什麼大不了的，而林來瘋也成為我的優勢，如果你回到林來瘋發生之前，在我獲得可以上場時遇到了很多阻礙，一路上我必須與很多刻板印象的阻礙搏鬥。而我一直都明白阻礙有好有壞，你必須同時接受它們，然後感謝這一切」。
ESPN網站的J·A·阿丹德寫道，提高對美國亞裔的種族敏感性是「（林書豪）在麥迪遜廣場花園產生迴盪的另一種影響方式」。美國亞裔記者協會向媒體發佈一套指導方針，回應協會所稱「與林書豪出身背景不符以及依賴亞裔（Asians）或美國亞裔的刻板印象的數量驚人的文章」。
2021年2月，林書豪透過社群媒體發文表示，「身為美國亞裔並不代表沒有歷經過貧窮和種族歧視，身為擁有9年NBA資歷的老將，仍無法保護我免於在球場上被人稱作『冠狀病毒』」。林書豪在3月接受CNN專訪時說，大學時期就曾多次遭受種族歧視言論攻擊，但從未透露這些球員是誰，並相信2019冠状病毒病只是暴露其中一個潛在問題，「比起審判或譴責，我更希望看到人們花很多時間去聆聽」。事後NBA G聯盟以林書豪支持的內部方式完成調查，林書豪與該名球員見面，談及美國亞裔遭受種族歧視與暴力事件增加的情況，該名球員則了解其用詞對林書豪造成的影響。而NBA G聯盟不會對外公開該名球員的身份。

## 公眾形象

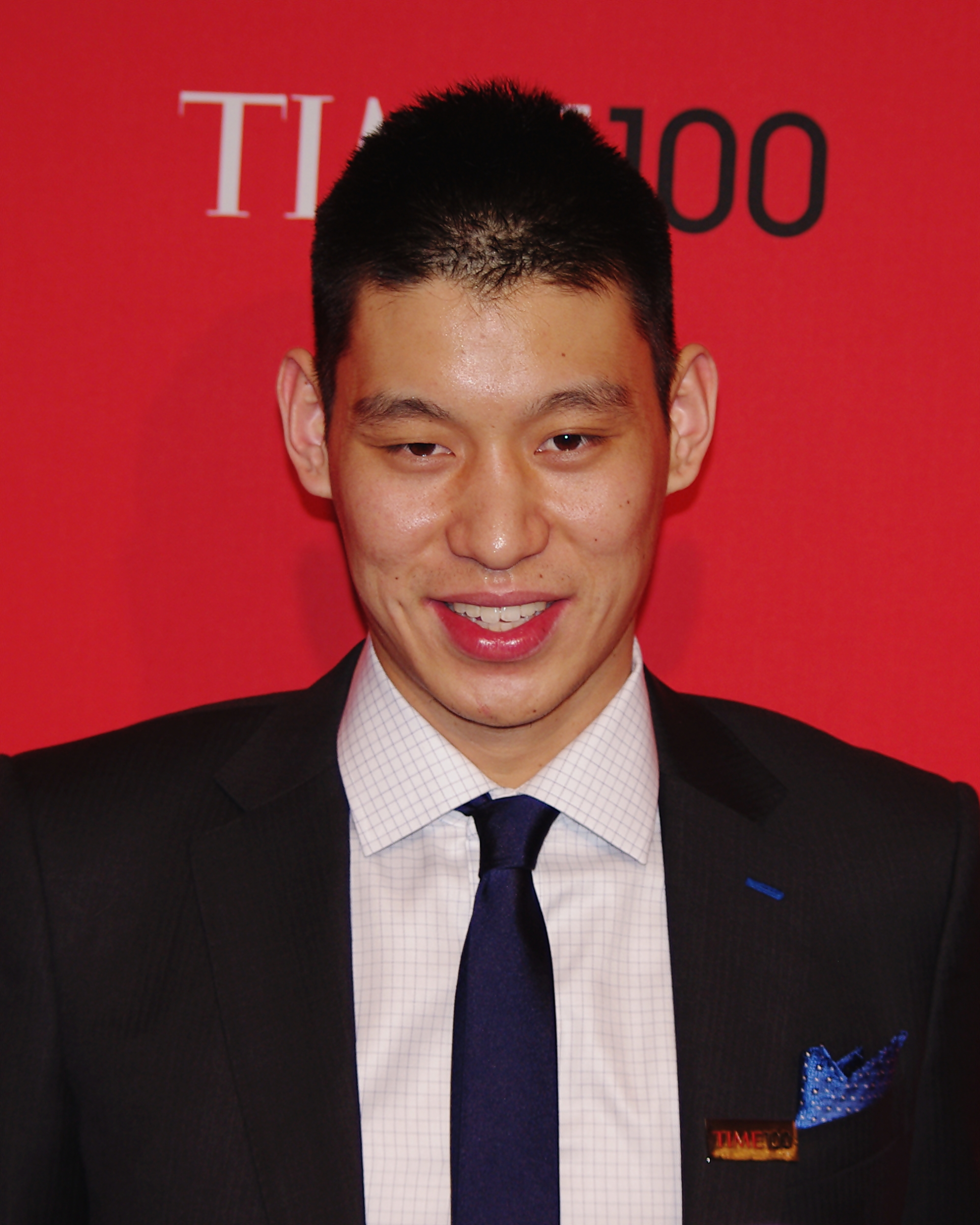
2012年林書豪出席《時代雜誌》百大最具影響力人物的盛會

林書豪擁有一個受歡迎的YouTube帳號。2014年哨聲運動網以大約40萬訂閱者換取未公開的股權、加入林書豪的YouTube頻道，林書豪則成為哨聲運動網的內容合作夥伴。他是北美職業體育聯賽中首位替數位體育平臺製作內容的運動員。
2011年7月，海外華人《生動雜誌》（Vivid Magazine）將林書豪評為八大有影響力的华裔美国人之一。2012年4月，林書豪入選《時代雜誌》百大最具影響力人物。6月18日，NBA TV宣布林書豪是首屆「年度社群人氣球員獎」（Social Breakout Player of the Year）得獎者，同時還獲頒「史詩獎」（Epic Award）。林書豪同年7月獲頒ESPY獎的「年度最佳突破運動員獎」。2014年杜莎夫人蠟像館舊金山分館推出林書豪的肖像蠟像。

### 「林來瘋」
在林書豪成為紐約尼克的先發球員後，美联社稱林書豪是「NBA最令人驚訝的故事」。彭博新聞社寫道，林書豪「已經成為最著名的（亞裔美籍NBA球員）」。紐約尼克的球迷以姓氏「林」（Lin）為林書豪取許多綽號。其中最受歡迎的綽號是「林來瘋」（Linsanity），意思為對不被看好的林書豪感到興奮。《時代雜誌》網頁刊登一篇名為「已經官方認證：林來瘋（Linsanity）是真實」的文章。其他雙關語還包括「與林對話」（Words with Lin）、「林灰姑娘」（Linderella）、「林驚奇」（Lincredible）和「超級林天堂」（Super Lintendo）。
名人堂球員魔术师约翰逊表示，「（林書豪）在（麥迪遜廣場）花園所引起激動人心的事情，老兄，我已經很久沒目睹過了」。美聯社將林書豪和提姆·提伯作比對。林書豪出現在《運動畫刊》的封面，標題是「克服一切困難」；《泰晤士報》稱林書豪在《運動畫刊》的封面為「最偉大的致敬」。他還登上《時代雜誌》亞洲版封面；《福布斯》寫道，「恭喜林書豪，你現在登上《時代雜誌》封面的次數和迈克尔·乔丹一樣多」。林書豪的故事也登上許多臺灣報紙的頭版頭條。時任NBA主席大卫·斯特恩表示，「我沒有做過計算，但可以說在我所知道的任何運動項目當中，沒有一位球員能在這麼短的時間內，像林書豪那樣引起人們的興趣與狂熱」。

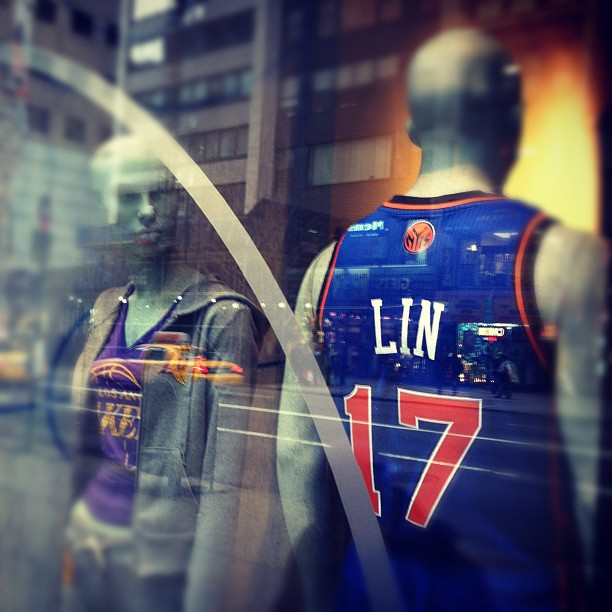
一間展示林書豪紐約尼克時期球衣的櫥窗

據報導紐約尼克因林書豪在場上的表現而成功促成一場糾紛的結束，這場糾紛曾讓時代華納有線電視的客戶在48天內無法收看紐約尼克的比賽和其他MSG電視網的節目。球隊母公司麥迪遜廣場花園公司的市值在2月增加了2.5億美元，到2012年7月共增加了6億美元。紐約尼克開始迅速銷售林書豪17號球衣和T恤的複製品，其網路商店的銷售額和流量增加了3000%以上。林書豪的球衣在2012年2月4日當周成為聯盟網路上最暢銷的球衣，紐約尼克也同時成為最暢銷的球隊；球隊在2月10日開始銷售林書豪的商品，在麥迪遜廣場花園的一個紀念品攤位，於比賽開打前就已售罄相關商品。他的商品佔據紐約尼克商店的陳列空間，而球隊當時高薪球員，卡梅隆·安东尼、阿玛雷·斯塔德迈尔和泰森·钱德勒的商品則被移至銷售架上。他的球衣在2月和3月是全NBA銷量最好的，在2011年5月到2012年4月的一年期間裡，林書豪的球衣銷量位居聯盟第二名，僅次於德里克·罗斯。Nike和Adidas都推出與林書豪相關的運動服裝，並估計他的名氣將有助於在中國大陸的銷售。他受歡迎的程度與姚明退役後NBA在中國大陸的人氣增長有關；NBA球賽在中國大陸的電視和網路觀眾人數比前一個賽季增長了39%。

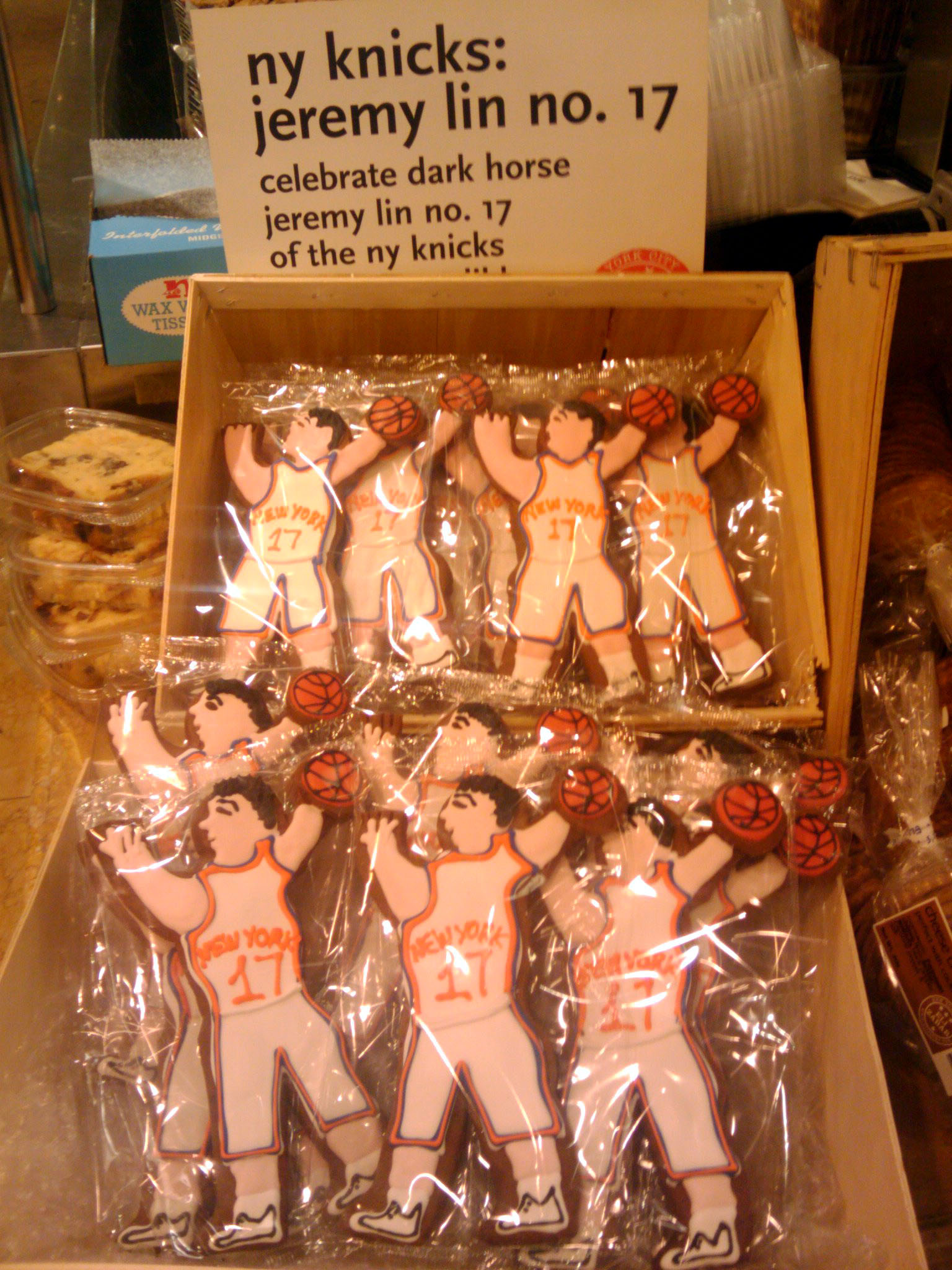
2012年3月啟發於林書豪的餅乾在紐約販售

在他成為紐約尼克先發球員之後不到三週的時間，至少有7本關於林書豪的電子書出版。全球語言觀察機構則宣布「林來瘋」（Linsanity）已經達到可被視為英語單字的標準。他連續第二次出現在《運動畫刊》的封面，是該雜誌歷史上首位發生在紐約球隊的運動員身上，也是該雜誌歷史上第三位NBA球員達成此舉。紐約市的餐館推出致敬林書豪的新食品和酒吧商品，燕京啤酒的銷量也隨之上升。紐約市約有45萬華裔或臺裔居民，比迈阿密、亚特兰大或克利夫兰等等同樣擁有NBA球隊的城市的加總人口還要多；觀看林書豪比賽的觀賽派對在曼哈頓華埠興盛起來。一家航空公司打出「林瘋狂低價」（Linsanely low prices）廣告。他的新秀卡片在EBay上的競拍價超過2.1萬美元。當時媒體謠傳他與金·卡戴珊在約會，但被林書豪本人否認。《外交政策》猜測他對中美关系的潛在影響。傑克·威爾許與蘇茜·威爾許撰文指，林書豪的崛起是對商業領袖的一個教訓，別讓官僚主義扼殺冷略具天份的人才。儘管林書豪突然成名，沙加緬度國王教練基思·斯馬特表示，「在他還是林狂熱（Linmania）之前，我就認識（林書豪）。他還是那位謙遜的傢伙。這傢伙一點都沒變，以年輕人來說真的很特別」。
林書豪2012年註冊「林來瘋」（Linsanity）的商標，防止不明人士從他的肖像中獲利。有兩位人士在2月第一週曾試圖註冊該商標，但美国专利及商标局最終將該商標交由給林書豪註冊。一部關於林書豪的紀錄片《林書豪旋瘋》2013年1月20日在圣丹斯电影节首映，該片在進入藝術影院之前，曾在眾多电影节放映。
班傑利公司為了致敬林書豪，製作一款名為「嘗嘗林明智（Taste The Lin-Sanity）」的冷凍優格，它包含荔枝蜂蜜醬（lychee honey swirls）和幸運餅乾片。該公司後來用窩夫餅乾取代幸運餅乾，並向任何被「林明智」（Lin-Sanity）味道冒犯的人道歉。
紀錄片《38 at the Garden》2022年6月12日在翠貝卡電影節首映。10月11日在HBO平台播出。

### 代言

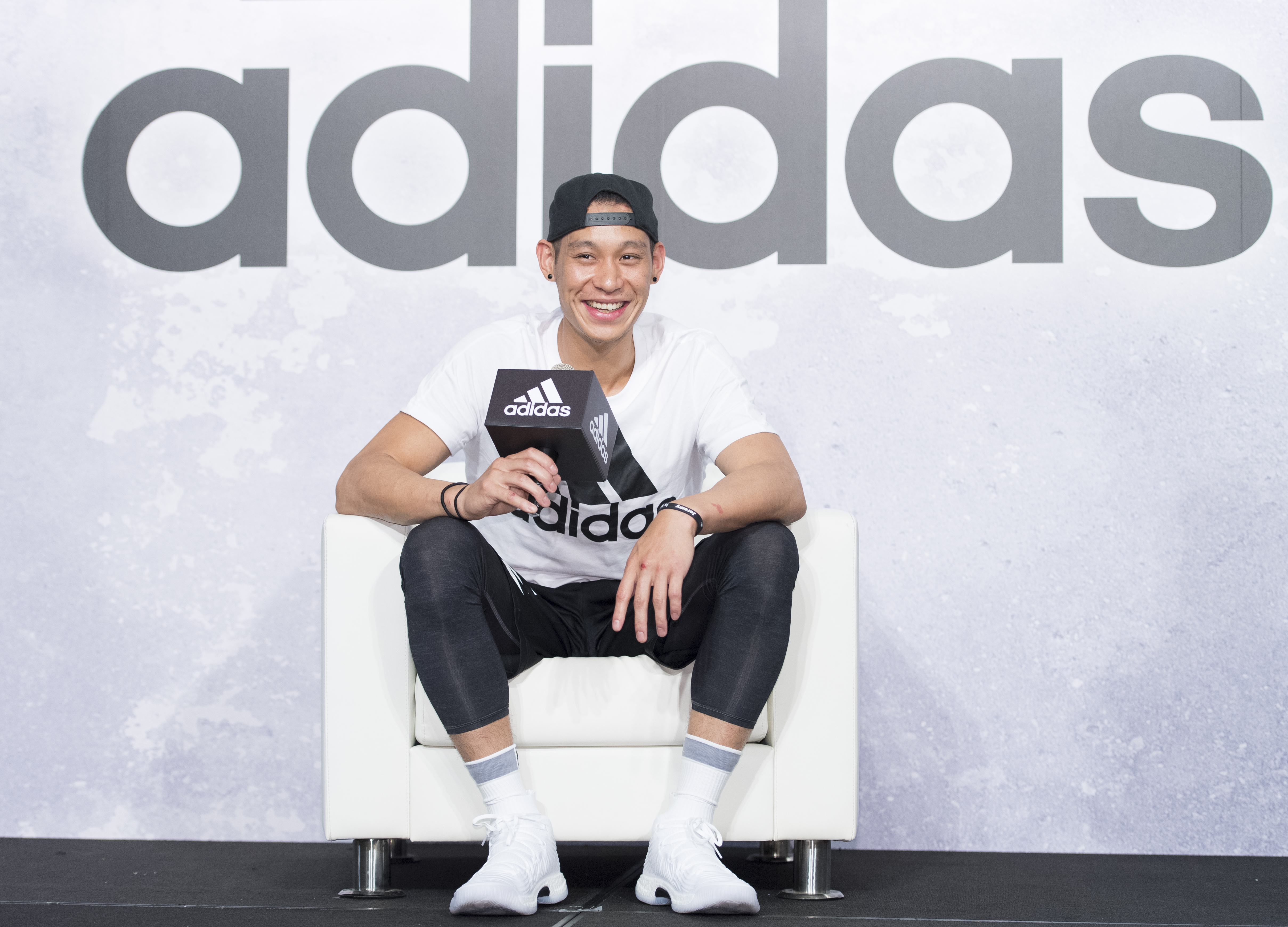
2017年的林書豪

林書豪已拒絕掉大部份贊助合約。他表示在林來瘋時期曾拒絕掉數千萬美元的代言機會，「我確實認為我的目的是打籃球、打好籃球，並為了上帝的榮耀打籃球」，且稱籃球之外的商業生意「絕對不是我的首要工作，而是次要的」。
- Volvo[407]
- Nike（2010年至2014年）[408]
- Steiner Sports[409]
- Adidas（2014年至2019年）[410][411]
- 特步（2019年至2022年）[412][413]
- Uber Eats[414]

### 音樂
林書豪在2016年參與周杰倫歌曲《土耳其冰淇淋》的MV拍攝，2019年與欧阳靖合作演唱《第一對手》。